# هشت مرد بیرونی
هشت مرد بیرونی (به انگلیسی: Eight Men Out) فیلمی محصول سال ۱۹۸۸ و به کارگردانی جان سیلس است. در این فیلم بازیگرانی همچون جان کیوسک، جانی ماهونی، مایکل روکر، کلیفتون جیمز، مایکل لانر، کریستوفر لوید، چارلی شین، دیوید استراترن، دی بی سویینی، دونالد پاتریک هاروی، جیمز رید، گوردون کلپ، جیس الکساندر، بیل اروین، ریچارد ادسون، کوین تایگ، جان اندرسون، استادز ترکل، جان سیلس، باربارا گریک، وندی مکه‌نا و نانسی تراویس ایفای نقش کرده‌اند.